# Arcidiecéze Lucca
Arcidiecéze Lucca (latinsky Archidioecesis Lucensis) je římskokatolická arcidiecéze v italském Toskánsku, která je bezprostředně podřízena Svatému stolci a tvoří součást Církevní oblasti Toskánsko. Původní diecéze se stala arcidiecézí v roce 1726. Katedrálním kostelem je dóm sv. Martina v Lucce. V arcidiecézi je 362 farností a nemá žádné sufragánní diecéze. V roce 2020 byl arcibiskupem je Paolo Giulietti, jmenovaný papežem Františkem v roce 2019.